# Caenis latipennis
Caenis latipennis är en dagsländeart som beskrevs av Banks 1907. Caenis latipennis ingår i släktet Caenis och familjen slamdagsländor. Inga underarter finns listade i Catalogue of Life.